# Мартин, Хон
Хон Марти́н Висе́нте (исп. Jon Martín Vicente; 23 апреля 2006, Сан-Себастьян, Испания) — испанский футболист, защитник клуба «Реал Сосьедад B».

## Клубная карьера
11 октября 2023 года британская газета The Guardian назвала Хона одним из лучших футболистов в мире родившихся в 2006 году.
19 мая 2024 года Мартин дебютировал за основную команду «Реал Сосьедада» в матче Чемпионата Испании против «Реал Бетиса».